# Кама-1
Кама-1 — російський прототип електромобіля на модульній платформі, повністю створений за допомогою комп'ютерного моделювання. Вперше представлено на виставці ВУЗПРОМЕКСПО-2020.

## Створення
Електромобіль розроблявся в основному за бюджетні кошти в рамках ФЦП «Дослідження та розробки за пріоритетними напрямками розвитку науково-технологічного комплексу Росії на 2014—2020 роки» спеціалістами «Центру комп'ютерного інжинірингу» СПбПУ за підтримки ПАТ «КАМАЗ». Роботи зі створення прототипу велися з грудня 2018 року та тривали рівно 2 роки.

## Конструкція
Тридверний чотиримісний хетчбек А-класу. Електродвигун потужністю 109 к. с. встановлений на задній осі. Джерелами живлення є літій-іонна тягова батарея китайського виробництва ємністю 33 кВт∙год, розташована під підлогою салону. Запас ходу становить близько 200 км (за певних умов до 300 км). Передбачено експрес-зарядку від потужного терміналу за 20 хвилин..
Частина зовнішніх елементів (крила, пороги, бампери) зроблені такими, що відстібаються для спрощення заміни у разі пошкодження. На рулі встановлено 9-дюймовий сенсорний екран, за допомогою якого регулюються основні налаштування електромобіля. Замість приладового щитка — проєкційний екран на лобовому склі. Водійська подушка безпеки розташована на стелі. Модель буде оснащена елементами допомоги водієві — автоматичне паркування, дотримання дистанції під час руху, стеження за розміткою, автоматичне гальмування та підрулювання.
Електромобіль розрахований на експлуатацію за температури до мінус 50 градусів.

## Виробництво
Випуск передбачався 20 000 штук на рік, старт продажів планувався на 2021 рік. На офіційній презентації термін запуску у виробництво заявлено до 2025 року, але не раніше 2023—2024 років.
Ціна одиниці в серійному варіанті оголошена в 1 млн рублів.